# Nadrozměrná kamionová přeprava

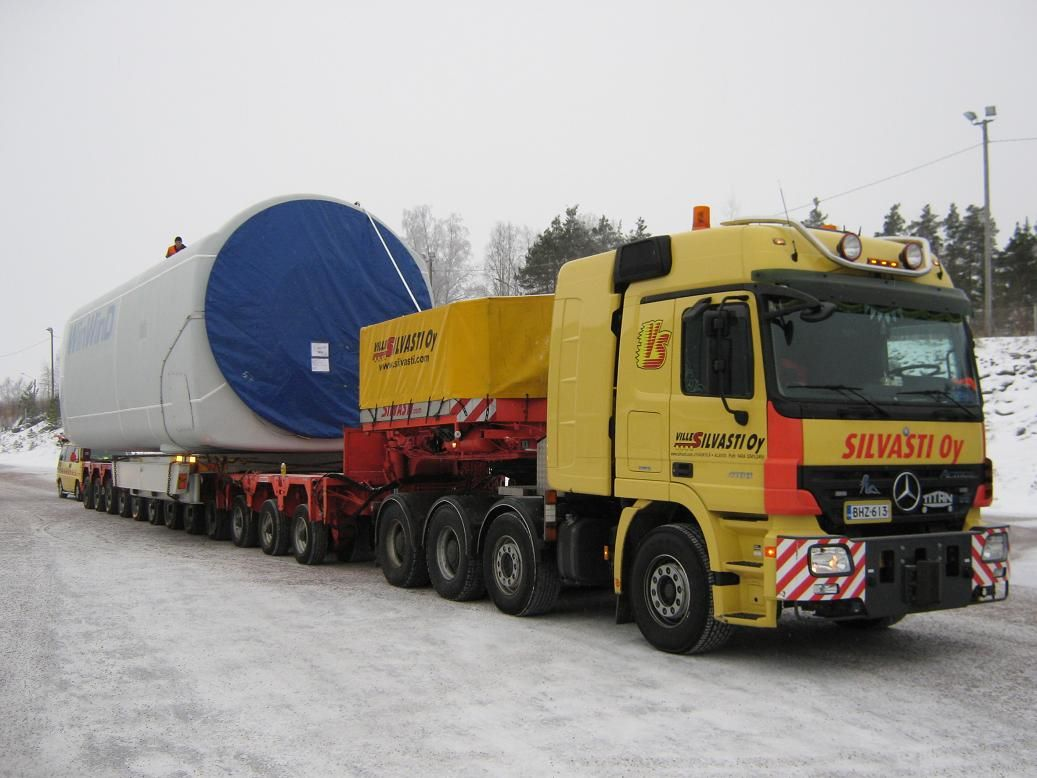
Ukázka nadrozměrné kamionové dopravy

Nadrozměrná kamionová přeprava je přeprava, kdy parametry soupravy přesahují rozměry standardních  16,5m délky, 2,5m šířky, 4m výšky a celkové hmotnosti 48 tun. Od tohoto rozměru se musí vytvářet speciální povolení vydávané Ministerstvem dopravy České republiky. Vše vychází ze zákona č. 13/1997 Sb., o pozemních komunikacích.
Firmy zabývající se nadrozměrnými přepravami mají zakoupena takzvaná trvalá povolení (v praxi řečeny „trvalky“). Tato trvalá povolení dovolí přepravovat zboží bez nově udělaného povolení, vždy jsou klíčové parametry, které jsou uvedeny na trvalce max 60t celkové hmotnosti.

## Druhy kamionů na nadrozměrnou kamionovou přepravu
Pro každý druh zboží je vhodný jiný typ kamiónu. Samotný kamión se skládá ze dvou základních částí tahače a návěsu.
Tahače se na první pohled liší v počtu náprav. Čím vyšší počet náprav tím těžší náklady uveze. Hmotnost má možnost se rozložit na více náprav a tím méně zatěžuje silnici. V případě vysokého zatížení na nápravu nemusí být uděleno povolení k přepravě. Dalším rozlišení je dle míry ekologického znečištění. Norma se nazývá EURO a nabývá hodnot 3, 4 a 5. U normy EURO 0 je míra ekologického znečištění největší, proto v mnoha zemích platí i vyšší mýtné oproti tahačům. Naproti tomu tahače s normou EURO 4 respektive EURO 5 jsou mnohem výhodnější, jak z pohledu výše mýtného a míře znečištění ovzduší.
U návěsů lze nalézt různorodé modely od velkého počtu firem. Každý typ návěsu může mít různou nosnost. První kategorie je takzvaná speciální či lehká doprava do 20–30 tun váhy nákladu. Druhá kategorie těžká doprava má více podkategorií. Existují návěsy, které uvezou buď náklady s hmotností do 40 tun, 50 tun či 60 tun. Pokud náklad je ještě těžší je zapotřebí využít speciální návěsy takzvané osové. U těchto návěsu máte návěsy s různým počtem náprav, které se dají spojovat. Nejčastěji naleznete části se sedmi osami, šesti, tří a dvěma.  Každá náprava uveze jistý počet tun nákladu. V momentě kdy má jedna osa nosnost 10 tun a my potřebuje odvést náklad těžký 150 tun. Spojíme dvě sedmi osé části a jednu dvou osou část. Čímž získáme nosnost 160 tun a můžeme takovýto náklad odvést.
Rozdíl mezi levou a pravou stranou nápravy, u tahače i návěsu nesmí činit více než 3% hmotnosti. To je zejména z důsledky ochrany nákladního automobilu před nebezpečným nakláněním.

### Plato
Nejzákladnějším a nejlevnějším modelem návěsu vhodného na nadrozměrnou přepravu je plato. Tento návěs má parametry klasického kamiónu s tím rozdílem, že nemá žádné sloupky a plachty. Úložná plocha je tedy rovná a vhodná na převoz nižších a lehčích kusů. Výška takovýchto návěsů bývá okolo 1300 mm. Pokud celková výška přesáhne 5m začíná být problematická pro jízdu a to kvůli mostům a jiným možným zábranám v cestě.

### Low Deck
Tento typ návěsů je velmi podobný jako předchozí model, pouze má jinou výšku návěsu, čímž je více flexibilní pro přepravu vyšších kusů. Výška u Low Decků se pohybuje okolo 900 mm až 1100 mm.

### Hlubina
Dalším základním druhem návěsů je takzvaná hlubina. Tento druh je specifický svým vykrojením v návěsu, díky kterému může vozit kusy hodně vysoké. Některé hlubinné návěsy mají výšku pouhých 35 cm od vozovky. 
Hlubiny samotné se rozlišují dle nosnosti:
- S nosností do 30 tun obvykle dvě nápravy
- S nosností do 40 tun obvykle tři nápravy
- S nosností do 60 tun obvykle čtyři až šest náprav

### Teleskop
Tento typ návěsu je roztažitelný neboli teleskopický. Existují návěsy roztažitelné i na dvojnásobnou délku základní délky návěsu. U těchto teleskopu se také rozlišuje jejich výška. Můžete naleznout návěsy vysoké jako Low Decky, ale i se standardní výšku Plata.